# たまには泣いてもいいですか?
『たまには泣いてもいいですか?』 (たまにはないてもいいですか?)は、日本の音楽グループ時給800円の2枚目のシングル。

## 概要
- 唯一オリコン・チャートトップ10入りしたシングル。

## 収録曲
1. たまには泣いてもいいですか? (5:00)
作詞:鈴木おさむ、作曲:山沢大洋、編曲:武藤星児
2. たまには泣いてもいいですか? 〜Version Red〜 (4:57)
3. たまには泣いてもいいですか? 〜Version Yellow〜 (4:57)
4. たまには泣いてもいいですか? 〜Version Blue〜 (4:57)
5. たまには泣いてもいいですか? 〜カラオケ〜 (4:57)

## 収録アルバム
- GREATEST HITS (#1)